# Gudari Eguna

## Gudari Eguna del Partit Nacionalista Basc

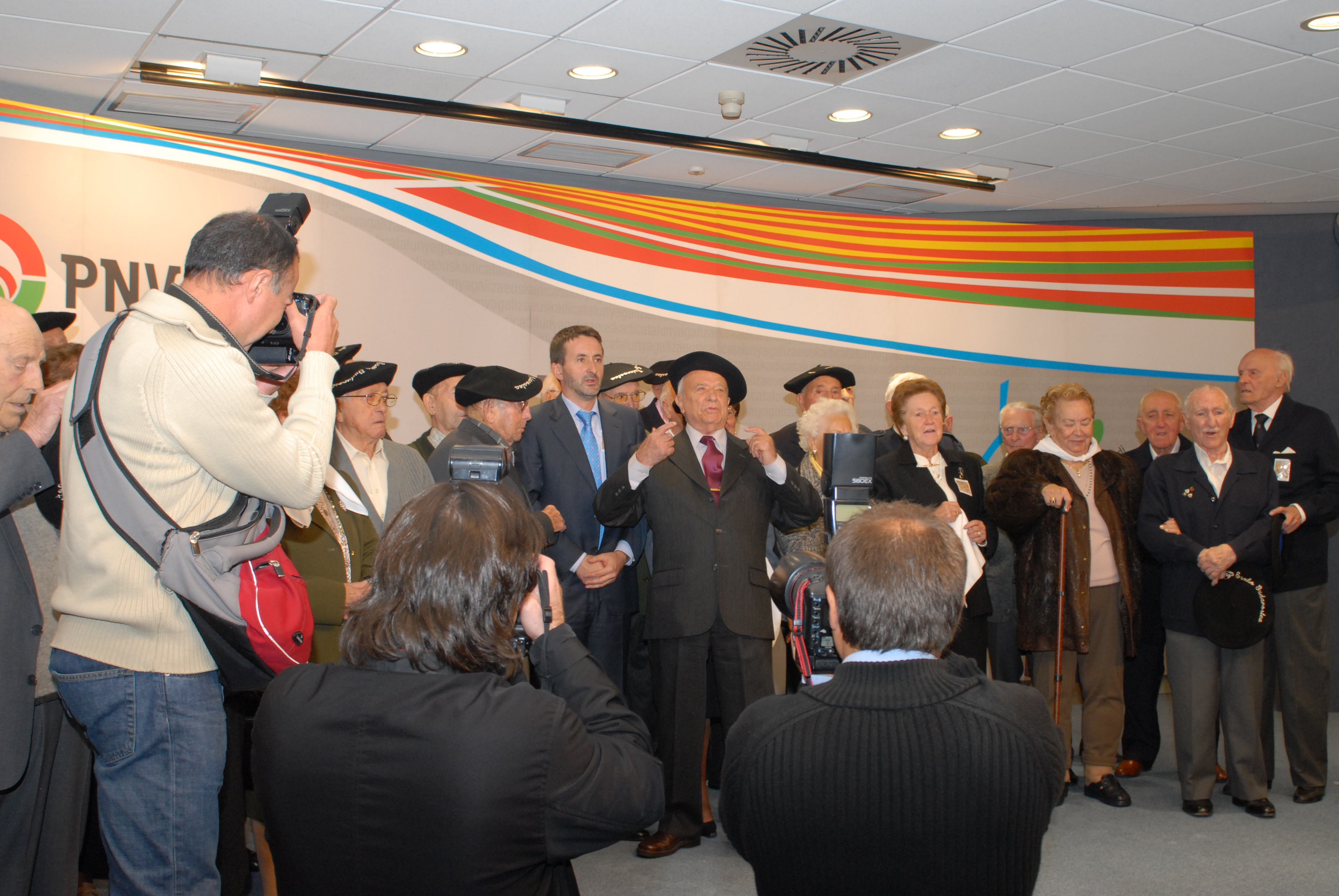
Gudari Eguna del 2007 celebrat pel PNB en hometange als gudaris de l'Euzko Gudaroztea

El Gudari Eguna ("Dia del soldat" en català) és una data commemorativa reivindicada pel nacionalisme basc el dia 28 d'octubre. Aquest dia es commemora l'afusellament de 42 soldats de l'Euzko Gudarostea ocorregut l'octubre de 1937 en el Penal del Dueso (Santoña), durant la Guerra Civil Espanyola. Es va començar a celebrar l'any 1938 per part del Partit Nacionalista Basc, que manté aquesta data com a dia d'homenatge als gudaris de l'Euzko Gudarostea.
El Govern d'Euzkadi a l'exili, encapçalat pel lehendakari Jose Antonio Agirre, va oficialitzar aquest dia d'homenatge al Diari Oficial del País Basc. Durant la dictadura franquista, aquesta celebració es duia a terme de manera clandestina al País Basc, i de manera oficial a les desenes d'Euskal Etxeak (cases basques) d'arreu del món.
Eusko Alkartasuna celebra la diada de l'"Itsas Gudari Eguna" el mes de març commemorant la batalla de Matxitxako del 5 de març de 1937 entre vaixells de la marina de guerra basca, l'Euzko Itsas Gudarostea, que escortaven el vaixell Galdames, i el creuer pesant insígnia de la marina franquista espanyola Canarias.

## Gudari Eguna de l'Esquerra Abertzale

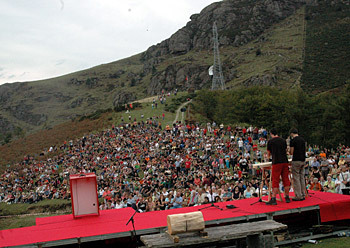
Gudari Eguna del 2006 celebrat per l'Esquerra Abertzale a Aritxulegi, port entre Guipúscoa i Navarra

Des de l'any 1975, l'esquerra abertzale celebra aquesta jornada el 27 de setembre, coincidint amb l'execució per part del règim franquista dels militants d'ETA Jon Paredes Manot (Txiki) i Angel Otaegi Etxeberria, juntament amb tres militants més del FRAP.
Durant molts anys, la celebració de l'esquerra abertzale ha estat prohibida per les autoritats judicials acusant els individus i organitzacions convocants "d'enaltir ETA".
L'any 2022, Sortu reanomenà el tradicional "Gudari Eguna", mantenint els actes de commemoració i record de Txiki i Otaegi al voltant de l'aniversari del seu afusellament, i dels altres militants del moviment abertzale per reivindicar el "compromís de seguir lluitant fins a aconseguir l'Euskal Herria independent, socialista, feminista i euskaldun". Altres grups abertzales també continuen realitzant aquest dia actes del Gudari Eguna.